# Aromiella thompsoni
Aromiella thompsoni é uma espécie de coleóptero da tribo Callichromatini (Cerambycinae), com ocorrência na Índia.

## Sistemática
- Ordem Coleoptera
  - Subordem Polyphaga
    - Infraordem Cucujiformia
      - Superfamília Chrysomeloidea
        - Família Cerambycidae
          - Subfamília Cerambycinae
            - Tribo Callichromatini
              - Gênero Aromiella
                - A. thompsoni (Podaný, 1971)